# 阿加河 (鄂嫩河支流)
51°31′53″N 115°50′8″E / 51.53139°N 115.83556°E
阿加河（俄语：Ага）是俄羅斯的河流，位於該國東南部外貝加爾邊疆區，屬於鄂嫩河的左支流，河道全長167公里，流域面積8,000平方公里，河水來自雨水。